# 蔡哲文
蔡哲文（英語：Quro Tsai，1988年03月11日—），臺灣男演員，生於台北縣淡水鎮。小學時因父親工作關係跟隨家人搬家回嘉義縣新港鄉；其母親為泰國人，是名泰國混血兒。畢業於亞洲大學數位媒體設計系。接觸表演工作初期多拍攝學生製作、畢業製作；後期以電視劇、網劇、電影、影集、短片演出為主。在2010年出演第一部電視劇，出道作品為《死神少女》，近期代表作品為《鬥魚 (電影)》。學習柔道三年，於工作空檔仍持續進行武術相關訓練。

## 電影
- 2023《關於我和鬼變成家人的那件事》－毒販【導演:程偉豪】
- 2022《流麻溝十五號》－莊有福【導演:周美玲】
- 2021《月老》－籃球場找碴青少年【導演:九把刀】
- 2021《詭扯》－蕭狼【導演: 許富翔】
- 2021《複身犯》－大頭仔小弟【導演: 蕭力修】
- 2021《跟你老婆去旅行》－骷髏幫小弟【導演: 林孝謙】
- 2020《媽！我阿榮啦》－學長C【導演: 謝光誠】
- 2020《迷走廣州》－昌憲【導演: 陸慧綿】
- 2019《灼人秘密》－場務【導演: 趙德胤】
- 2018《鬥魚》－阿星【導演: 柯翰辰/胡寧遠】
- 2017《目擊者》－房客【導演: 程偉豪】
- 2017《白蟻-慾望謎網》－室友A【導演: 朱賢哲】
- 2016《扮熟少女》(馬來西亞)－搞笑同學人妖B

## 短片/微電影
- 2019《高雄拍-雄雞卡克》－阿德【導演:謝沛如】
- 2017 《公平合理，專業迅速》金融評議中心微電影－表哥
- 2016 《無礙薪生活》－魯瑟【導演:烏奴奴】
- 2015 《夜夢大稻埕》(編劇 /演員)－失意男
- 《一年之後》－浩浩
- 《非關男孩》－店員【導演: 游翰庭】

## 電視劇/網劇
| 年份 | 電視台/平台         | 劇名                     | 角色         | 導演           | 備註 |
| ---- | ------------------- | ------------------------ | ------------ | -------------- | ---- |
| 2010 | 公共電視台          | 死神少女                 | 小彫         | 周美玲         |      |
| 2015 | 公共電視台          | 夜襲                     | 小駱         | 王逸鈴         |      |
| 2016 | 大愛電視台          | 阿燕                     | 李政明       | 明金成、王重光 |      |
| 2017 | 台視                | 閱讀時光2_玫瑰玫瑰我愛你 | 一郎         | 洪于茹         |      |
| 2017 | 大愛電視台          | 若是來恆春               | 羅明才       | 張晉榮         |      |
| 2019 | LINE TV、八大綜合台 | 靈異街11號               | 江毅偉       | 洪子鵬         |      |
| 2019 | HBO Asia            | 通靈少女2                | 阿文         | 劉彥甫         |      |
| 2020 | 衛視中文台          | 愛的廣義相對論－最後一戰 | 西裝男       | 孫啟明         |      |
| 2021 | HBO Asia            | 第三佈局 塵沙惑          | 胡志偉(少年) | 洪伯豪         |      |
| 2021 | 公共電視台          | 斯卡羅                   | 小師傅       | 曹瑞原         |      |
| 2025 | MyVideo             | 喝酒吧！笨蛋             | 肉圓         | 樓一安         |      |

## 廣告
- 2016 必勝客必省Q大比薩 x 頑GAME跨界合作－必省Q大比薩【吃什麼篇】30秒版－紅衣大學生

## MV
- 2021 菱兒 Ling《講不完的夢》－反派男主角
- 2017 兄弟本色 G.U.T.S【搖落 YoLue】－男主角

## 外部連結
- 蔡哲文 Quro的Facebook專頁
- 蔡哲文Quro的Instagram帳戶